# Джанбатіста делла Порта
Джанбатіста делла Порта (італ. Giambattista della Porta, Giovanni Battista della Porta; 1 листопада 1535, Віко-Екуенсе — 4 лютого 1615, Неаполь) — італійський лікар, вчений і драматург.

## Біографія
Розпочинав як алхімік. В 1558 видав трактат «Magia naturalis», який містив, зокрема рецепт «чаклунської мазі» для відьом.
В 1558 він дав чіткий опис камери-обскури і вдосконалив її, застосувавши збірну лінзу.
У 1560 році делла Порта організував в Неаполі першу фізичну академію — «Академію таємниць природи» (Academia Secretorum Naturae), але за вказівкою папи римського ця академія цього ж року була заборонена.
У 1563 видав трактат з «De furtivis literarum notis», що засвідчив його безсумнівний авторитет як криптолога.
Відомий також агрономічними працями — «Pomarium» (1583), «Olivetum» (1584). «Phytognomica» (1588) та «Villae» (1592). У 1586 році оприлюднив трактат «De humana physiognomia».
Проти вченого було розпочато слідство Святішою інквізицією, яке, втім, завершилося для нього без наслідків. Після цього делла Порта відійшов від наукової діяльності і захопився драматургією. В 1596 році в Бергамо він видав свою комедію «Пастка» (La Trappolaria).
Під кінець життя захопився фізикою. В 1589 році довів, що селітра зі снігом здатна заморозити воду. В 1601 році провів експеримент, за допомогою якого визначив кількість пари, на яку перетворюється визначена кількість води. В 1606 описав термоскоп і дослідив підняття води тиском пари.